# Роб Керкович
Роберт Френсис Керкович (енгл. Robert Francis Kerkovich; Спрингфилд, Масачусетс, 11. август 1979) амерички је филмски, позоришни и телевизијски глумац.
Керкович је најпознатија по улози посебног агента Себастијана Ланда у серији Мориарички истражитељи: Нови Орлеанс.